# Capitalsaurus

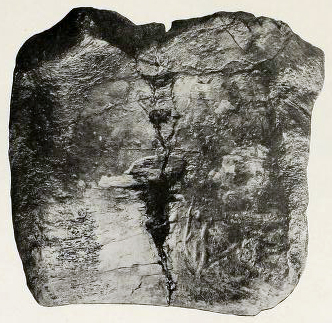
Única vértebra conocida de Capitalsaurus

"Capitalsaurus" (“lagarto de la capital”) es el nombre informal dado a una vértebra de un dinosaurio terópodo encontrado en Washington D. C., y pertenece al período Cretácico hace 110 millones de años, en el Aptiense. Es considerado como nomen nudum, debido a que no ha sido formalmente descrito. Los fósiles fueron encontrados en enero de 1898 en la intersección de la primera y F Streets S.E., en el distrito de Columbia, un cruce de calles hoy llamado “Capitalsaurus Court”. Los fósiles no fueron descubiertos por actividad paleontológica, sino por trabajadores del alcantarillado. Los sedimentos pertenecen al grupo Potomac, de la Formación Arundel. El nombre "Capitalsaurus" fue propuesto por Kranz en 1990 para reemplazar a Creosaurus potens, cosa injustificada y no considerada válida.

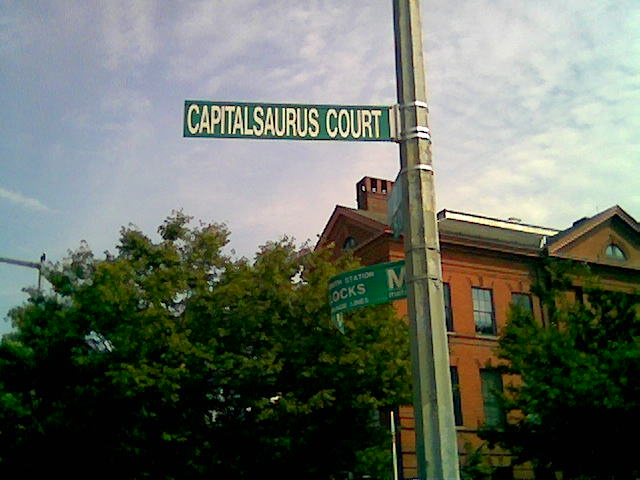
Intersección "Capitalsaurus Court".

"Capitalsaurus" es el dinosaurio oficial del distrito de Columbia. El único fósil conocido de "Capitalsaurus" consiste de parte de una única vértebra, cosa considerada insuficiente para erigir un género entero, por lo que es clasificado como un terópodo indeterminado.